# Drosophila montana
Drosophila montana is een vliegensoort uit de familie van de fruitvliegen (Drosophilidae). De wetenschappelijke naam van de soort is voor het eerst geldig gepubliceerd in 1941 door Stone, Griffen, and Patterson.